# Cerovo (gmina Ražanj)
Cerovo (cyr. Церово) – wieś w Serbii, w okręgu niszawskim, w gminie Ražanj. W 2011 roku liczyła 48 mieszkańców.